# كورادو فابي
كورادو فابي (بالإيطالية: Corrado Fabi)‏ مواليد 12 أبريل 1961 في ميلانو، هو سائق فورملا 1 إيطالي سابق كان قد بدأ مسيرته الاحترافية سنة 1983. كان أول سباق له هو جائزة البرازيل الكبرى 1983. خاض خلال مسيرته 18 سباقاً.

## سباقات شارك فيها
- بطولة العالم للسيارات الرياضية
- البطولة الأمريكية لسباق السيارات

## روابط خارجية
- كورادو فابي على موقع DriverDB.com (الإنجليزية)